# 브레스 오브 파이어
《브레스 오브 파이어》(Breath of Fire, ブレスオブファイア)는 캡콤이 제작한 일련의 롤플레잉 비디오 게임 시리즈이다. 1993년 슈퍼 패미컴으로 출시된 《브레스 오브 파이터: 용의 전사》로 시작해 총 5편의 본편 게임이 발매됐으며, 그 외 모바일 및 온라인 외전 게임들이 존재한다.
각 작품마다 류와 니나라는 이름의 두 주인공이 등장하는 것이 특징으로, 대개 작품 내에서 이야기가 시작하고 끝나는 닫힌 연속성을 가졌다. 이야기는 용으로 변신하는 능력을 가진 모험가 류가 니나를 만나고 모험을 떠나는 것이 공통된 요소이다. 초기 작품에선 가상의 중세 판타지 세계관을 무대로 했으나 후기에선 기술이 발달된 기계문명이 중심이다.
2022년까지의 시리즈 총판매량은 330만 장 이상이다.

## 게임 목록
- 《브레스 오브 파이어: 용의 전사》 (1993)
- 《브레스 오브 파이어 II: 사명의 아이》 (1994)
- 《브레스 오브 파이어 III》 (1997)
- 《브레스 오브 파이어 IV: 변하지 않는 것》 (2000)
- 《브레스 오브 파이어 V: 드래곤 쿼터》 (2002)
- 《브레스 오브 파이어 6》 (2016)

## 참조